# بروس كلارك (لاعب كرة قدم أمريكية)
بروس كلارك (بالإنجليزية: Bruce Clark)‏ هو لاعب كرة قدم أمريكية أمريكي، ولد في 31 مارس 1957 في نيو كاسل في الولايات المتحدة.

## وصلات خارجية
- بروس كلارك على موقع مرجع كرة القدم المحترفة.كوم (الإنجليزية)
- بروس كلارك على موقع JustSportsStats.com (الإنجليزية)